# Большев, Михаил Михайлович
Михаил Михайлович Большев (1806—после 1865) — российский государственный деятель, статский советник, олонецкий и екатеринославский вице-губернатор.

## Биография
Окончил Морской кадетский корпус в 1822 г. и был назначен мичманом 31-го флотского экипажа. С февраля 1828 г. — лейтенант.
Участвовал в русско-турецкой войне (1828—1829), в штурме Анапы и Варны, крепостей Инада, Агатополя, командовал бригом «Ардон» (1839—1841).
За храбрость в 1829 г. награждён орденом Святой Анны 3 степени. С 1839 г. — капитан-лейтенант.
В 1840-х годах М. М. Большев осуществлял надзор за приходом-отходом пароходов из Кронштадтского порта.
Исполнял на службе ответственные поручения, в том числе в 1844 г. расследовал дело штабс-капитана орловского помещика Ергольского, ворвавшегося ночью в дом своей соседки княгини Щербатовой, в 1846 г. обозрением построенных трактов от Москвы до Уральска.
В 1846 г. получил орден Святой Анны 2 степени за деятельность на посту комиссара по пересмотру пограничной черты России и Норвегии. В 1847 г. одним из первых россиян за эту деятельность награждён норвежским орденом Святого Олафа 3 степени. С 1847 г. — коллежский советник.
В 1848 г. перешёл на гражданскую службу в ведомство Министерства внутренних дел с чине надворного советника.
В 1849 г. ревизовал хлебные запасы магазинов Пскова и окрестностей.
В 1849 г. награждён орденом Святой Анны 2 степени с императорской короной.
С 26 октября 1850 г. назначен олонецким вице-губернатором. С 22 февраля 1851 г. статский советник.
С 7 апреля 1856 г. по 27 октября 1860 г. — екатеринославский вице-губернатор.
По воспоминаниям А. М. Достоевского — «…вице-губернатор Михаил Большев был человек пожилой, старый моряк, променявший компас на перо, но оставшийся в душе моряком. Добрейший и простой человек, был всеми любим в городе».
В повести екатеринославского писателя В. Елагина «Откупное дело» выведен под фамилией Меньшов.

## Награды
- Орден Святой Анны 3 степени (1829)
- Орден Святого Владимира 4 степени (1842)
- Орден Льва и Солнца 2 степени (1842)
- Орден Святого Георгия 4 степени (1843) «за 18-ть шестимесячных компаний на морях»[6]
- Орден Святой Анны 2 степени (1846)
- Орден Святого Олафа 3 степени (1847)
- Знак отличия за беспорочную службу за XX лет.

## Семья
Женат на Екатерине Александровне Хомутовой. Дети — Николай (1831), Анна (1832), Елизавета (1834).